# Station Krzyżowa
Station Krzyżowa is een spoorwegstation in de Poolse plaats Krzyżowa.